# بابوتوف کوک
بابوتوف کوک (به لاتین: Bobotov Kuk) یک کوه در مونته‌نگرو است که در مونته‌نگرو واقع شده‌است. بابوتوف کوک ۲٬۵۲۳ متر بالاتر از سطح دریا واقع شده‌است.